# Sosan Hotel

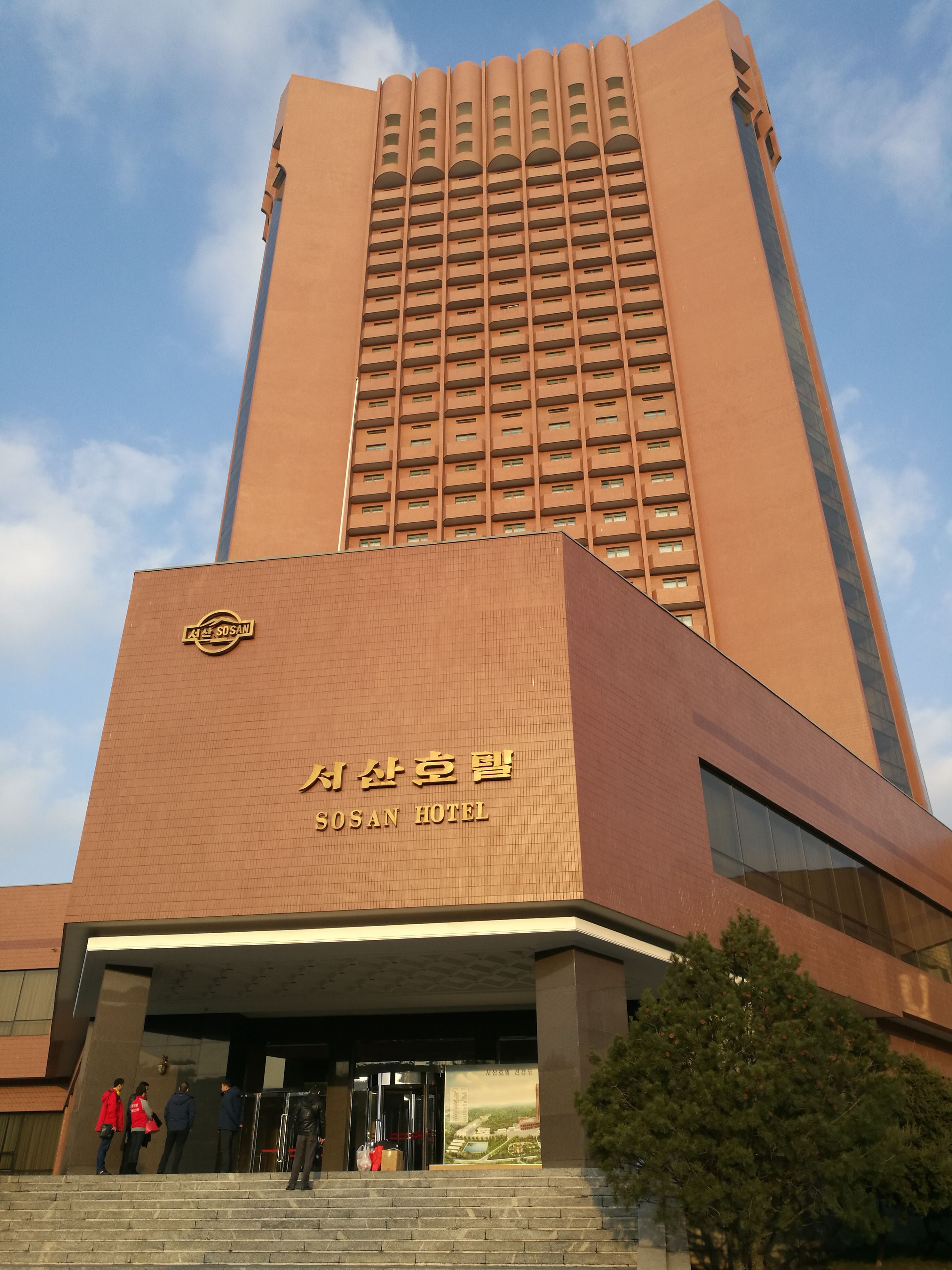
Sosan Hotel

Das Sosan Hotel (서산호텔) ist ein Hotel in Pjöngjang, Nordkorea. Es hat eine Höhe von etwa 103 Metern mit 30 Stockwerken, 510 Zimmer und zusätzlich einen Golfplatz. Es wurde im Jahre 1989 erbaut. Es befindet sich ca. 4 Kilometer vom Bahnhof Pjöngjang entfernt und wird von der nordkoreanischen Sporttourismusagentur betrieben.
Das Hotel wurde 2015 zum 70-jährigen Jubiläum der Partei der Arbeit Koreas renoviert.